# Fritz Gurgiser
Fritz Gurgiser (* 10. August 1952 in Innsbruck) ist ein österreichischer Politiker. Gurgiser trat bei der Landtagswahl in Tirol 2008 für die Liste Fritz Dinkhauser an und zog in der Folge in den Tiroler Landtag ein. 2009 wurde Gurgiser von der Liste Dinkhauser ausgeschlossen.

## Ausbildung und Beruf
Gurgiser besuchte von 1958 bis 1963 die Volksschule in Innsbruck-Igls und im Anschluss von 1963 bis 1968 eine Hauptschule in Innsbruck. 1968 begann er eine Ausbildung an der Handelsakademie Innsbruck, wechselte jedoch 1969 an die Handelsschule, die er bis 1971 besuchte. Zwischen 1971 und 1972 leistete er den Präsenzdienst ab und übte danach zwischen 1972 und 1976 diverse Tätigkeiten in Handel und Gewerbe aus. Von 1977 bis 1981 arbeitete Gurgiser als Finanzbuchhalter für die Firma Anton Reiter Textil. Ab Februar 1981 war er bis zu seiner Pensionierung bei einer Metallbaufirma beschäftigt.

## Politik und ehrenamtliche Funktionen
Gurgiser engagierte sich ab 1987 im Widerstand gegen den Transit und gründete 1994 das Transitforum Austria, wo er auch das Amt des Obmanns übernahm. 2000 wurde er zum Vorstandsmitglied der Kammer für Arbeiter und Angestellte für Tirol gewählt und ist zudem seit 2006 Vorstandsmitglied der Energie Tirol. Bei der Landtagswahl 2008 kandidierte Gurgiser auf der Liste Fritz Dinkhauser und wurde am 1. Juli 2008 als Landtagsabgeordneter angelobt. Nach laufenden Meinungsverschiedenheiten zwischen Gurgiser und den übrigen Mandataren der Liste Fritz Dinkhauser wurde Gurgiser im Juni 2009 aus dem Dinkhauser Klub ausgeschlossen. Als ausschlaggebenden Grund gab Fritz Dinkhauser einen Streit um einen Untersuchungsausschuss gegen Landesrat Anton Steixner an. Dies wurde von Fritz Gurgiser als absurd zurückgewiesen. Gurgiser war in der Folge als freier Mandatar tätig, gründete jedoch bereits am 6. November 2009 mit Thomas Schnitzer den Landtagsklub Bürgerforum Tirol-Klub, mittlerweile in BürgerKlub-Tirol umbenannt.

## Privates
Gurgiser lebte er mit seinen Eltern und Geschwistern in Vill (Innsbruck). In den 60er Jahren übersiedelten sie nach Lans, in den Geburtsort seines Vaters. Seine Eltern bauten und betrieben eine Pension und eröffneten 1964 den Minigolfplatz Golfalm Lans. Er ist das Älteste von fünf Kindern.
Gurgiser lebt in Vomp, ist verheiratet und hat zwei Kinder.

## Auszeichnungen
- Konrad Lorenz Staatspreis für Natur- und Umweltschutz (1994)
- Großer Binding Preis für Natur- und Umweltschutz (1998)

## Publikationen
- Am Beispiel Alpentransit: gnadenlos - verraten und verkauft. Über Demokratie und Widerstand, über Wahlversprechen und Wahlbetrug. Tatort Brenner Band 1. Transitforum Austria-Tirol, Innsbruck 1999.
- Am Brenner für die Alpen. Tatort Brenner Band 2. Transitforum Austria-Tirol, Innsbruck 2000.
- Begrenzte Täler vertragen keinen unbegrenzten Verkehr. Tatort Brenner Band 3. Transitforum Austria-Tirol, Innsbruck 2001.
- 5 nach 12 - stop Transit. Für Gesundheit und Arbeitsplätze. Tatort Brenner Band 4. Transitforum Austria-Tirol, Innsbruck 2002.
- Arbeitsplätze oder Straßenbau. Die Politik im Würgegriff der Transitmafia. Tatort Brenner Band 5. Transitforum Austria-Tirol, Innsbruck 2004.
- Leben an der Autobahn hat Folgen. Tatort Brenner Band 6. Transitforum Austria-Tirol, Innsbruck 2007.